# Élisabeth Claude Jacquet de la Guerre

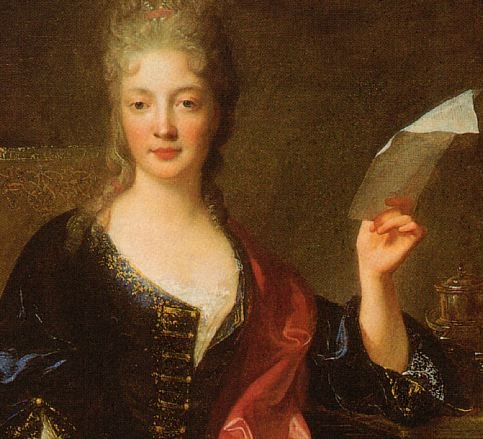
Élisabeth Jacquet de La Guerre

Élisabeth Claude Jacquet de la Guerre (Parijs, ca. 1665 – Parijs, 27 juli 1729) was een Franse componiste en klaveciniste, dochter van de organist en maître de clavecin Claude Jacquet en echtgenoot van de organist Martin de la Guerre.
De la Guerre is, naast een van de belangrijkste vrouwelijke componisten van voor 1800, een van de vooraanstaande componisten uit de regeringsperiode van Lodewijk XIV. Als wonderkind van 10 jaar kon zij volgens Mercure galant al de moeilijkste muziek van blad lezen, zich begeleiden op het klavecimbel en transponeren in elke toonaard die men haar opgaf. Zij kreeg ruimte haar muzikale talent te ontwikkelen door invloedrijke personen als de Madame de Montespan en Madame de Maintenon. Hierdoor kon zij aan het hof verkeren en een van de belangrijkste Franse componisten naast Jean-Baptiste Lully worden. Veel van haar composities droeg De la Guerre op aan Lodewijk XIV.
Tijdens haar leven was de la Guerre een beroemdheid en haar salonconcerten en publieke recitals werden in tijdschriften lovend beschreven. De la Guerre componeerde in verschillende genres: opera, ballet, cantates.

## Leven en werk
In 1684 huwde Élisabeth Jacquet de organist Martin de la Guerre, afkomstig uit een vooraanstaande dynastie van musici, en liet het volgende jaar in de appartementen van de Dauphin, Lodewijk van Frankrijk, een kleine opera-ballet uitvoeren, mogelijk Les Jeux à l'honneur de la victoire. In 1687 publiceerde zij haar eerste collectie klavecimbelwerken (in 1707 gevolgd door een tweede verzameling) en in 1694 werd haar opera Céphale et Procris uitgevoerd.
De la Guerre was weliswaar trouw aan de Lully-tradititie, maar zij was ook gevoelig voor de goût italien, de voorkeur voor de Italiaanse stijl, die zich rond 1700 in Frankrijk ontwikkelde. De la Guerre experimenteerde al vroeg met typisch Italiaanse vormen. Met name in haar Pièces de Clavecin qui peuvent se joüer sur le Viollon uit 1707 is die invloed aanwezig, maar ook in haar cantates.
De cantates, op teksten van Houdar de la Motte, behoren tot de weinige geestelijke cantates die in de Franse barok zijn geschreven. Voor de cantates gebruikte De la Guerre talrijke symphonies, instrumentale delen, die een beschrijvend karakter hebben: geluiden van de veldslag (in Le Passage de la mer rouge), stormen (in Jonas) of toestand van slaap (in Judith).

## Chronologisch overzicht van de werken van De la Guerre[3]

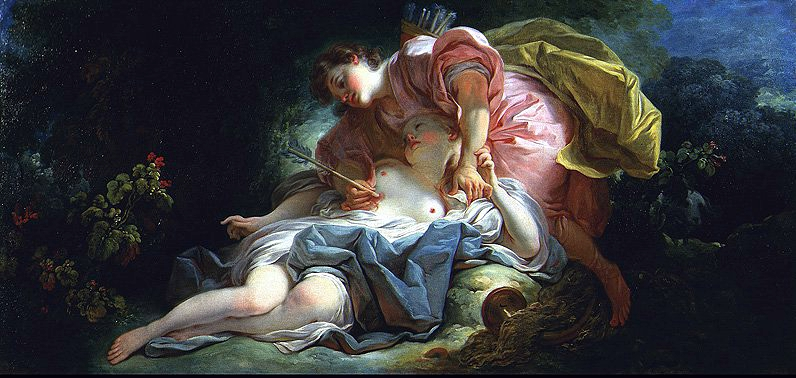
Cephalus en Prokris, onderwerp van De la Guerres enige opera (Jean-Honoré Fragonard)

- Pièces de Clavessin/Premier Livre (1687)
- Les Jeux à l'honneur de la victoire/Ballet (1685, of ca. 1691-1692)
- Céphale et Procris/Tragédie en musique (1694)
- Sonates en trio et pour violon seul et basse continue (ca. 1695)
- Pièces de Clavecin qui preuvent se jouër sur le Viollon (1707)
- Cantates françoises, sur des sujets tires de l'Ecriture/Livre premier: Esther – Le Passage de la mer Rouge – Jacob et Rachel – Jonas – Susanne et les vieillards – Judith (1708)
- Air sérieux, "Aux vains attraits", Recueil d'airs sérieux et à boire de différents auteurs (1710)
- Cantates françoises, sur des sujets tirez de l'Ecriture/Livre second: Adam – Le Temple rebasti – Le Déluge – Joseph – Jephté – Samson (1711)
- Les Amusemens de Mgr le duc de Bretagne (4 airs) (1712)
- Cantates françoises: Sémélé – L'Ile de Délos – Le Sommeil d'Ulisse – Le Raccommodement Comique de Pierrot et de Nicole (ca.1715)
- La Ceinture de Vénus/Dialogue de Mademoiselle de La Guerre (1721)
- Air sérieux, Printemps "Les Rossignols, dès que le jour commence" in Recueil d'airs sérieux et à boire van J-B-C Ballard (1721)
- Air à boire, La Provençale "Entre nous mes chers amis", Deuxième Air, "Suivons nos désirs", Recueil d'airs sérieux et à boire van J-B-C Ballard (1724)
- La Musette ou Les bergers de Suresne (wrsch. ten onrechte toegeschreven aan; 1713)
- Te Deum à grands Choeurs (verloren gegaan; 1721)

## Geselecteerde discografie
- Pièces de clavecin, Blandine Verlet, klavecimbel (Hans Ruckers II, 1624) (Auvidis E 8644)
- The complete harpsichord suites, Carole Cerasi (Andreas Ruckers, 1636) (Metronome met cd 1026)
- Céphale et Procris. Tragédie en musique, Solisten en Musica Fiorita o.l.v. Daniela Dolci (ORF Edition Alte Musik, CD 3033)
- Cantates bibliques – Pièces instrumentales, Isabelle Poulenard en Sophie Boulin (sopraan), Michel Verschaeve (bariton), Instrumentale ensembles o.l.v. Guy Robert en Georges Guillard (Arion, 2 cd's, ARN 268012)
- Sonates pour violon, viole obligé et basse-continue, La Réveuse (Mirare, MIR 105)

## Voetnoten
1. ↑  De la Gorce
2. ↑  Anthony, p. 427
3. ↑  Cessac

- Bibsys: 98047842
- Biblioteca Nacional de España: XX882306
- Bibliothèque nationale de France: cb12501779r (data)
- CiNii: DA05606147
- Gemeinsame Normdatei: 119075113
- International Standard Name Identifier: 0000 0000 8091 7054
- Library of Congress Control Number: n79091210
- Nationale Bibliotheek van Letland: 000067937
- MusicBrainz: 86233265-959c-4537-a2ee-47160c734e18
- Nationale Bibliotheek van Tsjechië: xx0183424
- Nationale bibliotheek van Australië: 42114193
- Nationale Bibliotheek van Israël: 987007272943805171
- Nationale Bibliotheek van Polen: a0000001263761
- Nederlandse Thesaurus van Auteursnamen: 096714069
- Istituto Centrale per il Catalogo Unico: TO0V284650
- LIBRIS: 210403
- SNAC: w6j97jnp
- Système universitaire de documentation: 034242279
- Trove: 1456838
- Virtual International Authority File: 12412219
- WorldCat: E39PBJgX9vpX4D6hFbCj86Trbd